# Pomachromis
Pomachromis là một chi cá biển thuộc phân họ Pomacentrinae nằm trong họ Cá thia. Những loài trong chi này được tìm thấy chủ yếu ở Tây Thái Bình Dương, riêng P. richardsoni có phạm vi phân bố rộng khắp khu vực Ấn Độ Dương - Thái Bình Dương.

## Từ nguyên
Từ định danh của chi này được ghép từ tên gọi của hai chi khác trong họ Cá thia, là Pomacentrus và Chromis.

## Các loài
Có 4 loài được công nhận trong chi này, bao gồm:
- Pomachromis exilis (Allen & Emery, 1973)
- Pomachromis fuscidorsalis Allen & Randall, 1974
- Pomachromis guamensis Allen & Larson, 1975
- Pomachromis richardsoni (Snyder, 1909)